# 393
| [ Edytuj tabelę ] |                               |
| Władca Guptów     | - 375 Ćandragupta II 414      |
| Chan Hunów        | - 390 Uldin 411               |
| Władca Korei      | - 391 Kwanggaet’o Wielki 413  |
| Papież            | - 384 Syrycjusz 399           |
| Król Persji       | - 388 Bahram IV 399           |
| Cesarz Rzymu      | - 379 Teodozjusz I Wielki 395 |
| Król Wandalów     | - 359 Godigisel 406           |

Rok 393 / CCCXCIII
stulecia: III wiek ~
IV wiek ~
V wiek

lata: 383 «
388 «
389 «
390 «
391 «
392 «
393
» 394
» 395
» 396
» 397
» 398
» 403

## Wydarzenia
- 23 stycznia – Flawiusz Honoriusz otrzymał tytuł augusta.
- Cesarz rzymski Teodozjusz zakazał organizowania igrzysk olimpijskich.
- Chińscy astronomowie zaobserwowali supernową SN 393.

## Zdarzenia astronomiczne
- SN 393